# Fiat Mio
O Fiat Mio é um carro-conceito da FIAT criado por iniciativa do Fiat Stile Center, em Betim, Minas Gerais, por ocasião dos trinta anos da Fiat no Brasil. É o primeiro carro-conceito da história criado de forma participativa e na internet, e o primeiro registrado sob uma licença Creative Commons. Foi apresentado no Salão do Automóvel de São Paulo em 2010.
Na página oficial do projeto, os interessados puderam enviar propostas para o Centro Stile Fiat que mais tarde foram valorizadas pelo restante dos usuários. Também foi possível participar de uma série de fóruns sobre temas como ergonomia, segurança, materiais ou design, entre outros. Sobre as opiniões e sugestões dos usuários, o Stile Fiat Center desenvolveu um protótipo viável que foi supervisionado em conjunto pelos engenheiros da empresa.
Todo o conteúdo do projeto é gratuito, para o qual foi registrado sob licenças Creative Commons, que são licenças que permitem padronizar a criação e distribuição de conteúdo livre, facilitando o uso comum do conteúdo fornecido pelos usuários.

## História

### FCC I
A Fiat apresentou sua primeira criação 100% brasileira por ocasião do 24º Salão Internacional do Automóvel de São Paulo, o Fiat Concept Car (FCC I) ou o Fiat FCC Adventure, um cupê inspirado em todo terreno desenvolvido pelo Fiat Stile Center no Brasil.

### FCC II
A partir de então, os estudos continuaram, porém com outro objetivo: criar um veículo sobre o conceito de meio ambiente e diversão, ou seja, um carro ecologicamente correto, que proporciona prazer ao dirigi-lo. O resultado desse esforço foi o Fiat Concept Car II (FCC II), o protótipo apresentado no Salão Internacional do Automóvel de São Paulo em 2008.
Desenvolvido no Pólo de Desenvolvimento Giovanni Agnelli, em Betim, o FCC II é mais um protótipo construído inteiramente com componentes ecológicos. É um veículo-laboratório de novas tecnologias para a adoção de novas soluções de mobilidade com materiais alternativos, reutilizáveis e não poluentes.

### FCC III
Com o nome de Fiat Mio, o Fiat Stile Center, em Betim, propõe seu terceiro para realizar seu terceiro "concept car" com a participação de usuários. Sob licença Creative Commons foi apresentado no Salão de São Paulo em 2010.